# Partido Reformista (Monarquia)
O Partido Reformista, que começa por receber o vago nome de "partido popular", foi um partido político português do tempo da Monarquia Constitucional, fundado oficialmente no verão de 1870, resultante de divisões existentes no Partido Histórico desde pelo menos 1862 e agravadas em 1868 na sequência da Janeirinha. Constitui uma cisão do Partido Histórico com cujo dirigente, o Duque de Loulé, entraram em ruptura entre outros o Marquês de Sá da Bandeira (Bernardo de Sá Nogueira de Figueiredo).
Muitos dos "reformistas" são apoiantes do movimento da Janeirinha e são mobilizados pelo governo de António José de Ávila, de 4 de Janeiro a 22 de Julho de 1868, por onde passam António Luís de Seabra, José Dias Ferreira, José Maria Rodrigues Magalhães, José Rodrigues Coelho do Amaral e Sebastião do Canto e Castro Mascarenhas. Mas é com o governo de Sá da Bandeira, a partir de 22 de Julho de 1868 até 11 de Agosto de 1869, que  surge o reformismo propriamente dito, dizendo querer fazer reformas e economias.
Encontra-mo-lo, ao partido, nessa altura até 1869, a ser dirigido por um dos seus fundadores, o bispo de Viseu, o liberal e jornalista D. António Alves Martins. Este foi eleito deputado pela primeira vez em 1870
Ainda em conjunto com os avilistas, vencem as eleições de 22 de Março de 1868, com 142 deputados contra 22 fusionistas, a aliança de históricos e regeneradores. Pelo governo passam Alves Martins, José Maria Latino Coelho, Carlos Bento da Silva, Sebastião Lopes de Calheiros e Meneses, Conde de Samodães, António Pequito Seixas de Andrade, João José de Mendonça Cortês.
Voltam a vencer as eleições de 11  de Abril de 1869, com 79 deputados, depois dos círculos terem sido reduzidos de 156 para 92.
Nas eleições de 13 de Março de 1870, já sob o governo de Loulé, o terceiro governo histórico, conseguem apenas quinze deputados.
Voltam ao governo, depois da Saldanhada, novamente sob a presidência de Sá da Bandeira, de 29 de Agosto a 29 de Outubro de 1870, com Alves Martins, António José de Ávila e Carlos Bento da Silva, mas é durante este governo que se agravam as relações entre reformistas propriamente ditos e avilistas. E nas eleições de 4 de Setembro de 1870, enquanto os reformistas conseguem cinquenta e dois deputados, os avilistas são dezasseis.
Nas eleições de 9 de Julho de 1871, já sob o governo de Ávila, conseguem apenas quatorze deputados.
Porém, morto Sá-Nogueira em 1876 pouco tempo o partido lhe sobreviveu, tendo no mesmo ano acabado por se fundir de novo com os Históricos, em resultado do Pacto da Granja, para constituir o novo Partido Progressista, que viria a ser uma das duas forças do «rotativismo» em Portugal até ao fim da Monarquia Constitucional.

## Resultados eleitorais

### Eleições legislativas
| Data            | Cl. | Votos | %            | +/- | Deputados | +/- | Status   |
| --------------- | --- | ----- | ------------ | --- | --------- | --- | -------- |
| 1868            | 1.º | N/D   | 68,0 / 100,0 |     |           |     | Governo  |
| 1869            | 1.º | N/D   | 80,0 / 100,0 | 12  |           |     | Governo  |
| 1870 (Março)    | 2.º | N/D   | 15,0 / 100,0 | 65  | 15 / 107  |     | Governo  |
| 1870 (Setembro) | 1.º | N/D   | 52,0 / 100,0 | 37  | 68 / 107  | 53  | Governo  |
| 1871            | 4.º | N/D   | 14,0 / 100,0 | 38  | 14 / 107  | 54  | Governo  |
| 1874            | 3.º | N/D   |              |     | 8 / 107   | 6   | Oposição |